# Балени (острови)
Островите Балени (на английски: Balleny Islands) са група вулканични острови, разположени в северната част на море Сомов, простиращо се в Тихоокеанския сектор на Южния океан. Намират се на около 300 km северно от Брега Отс на Земя Виктория, Източна Автарктида. Простират се на около 160 km от север на юг, между 66°15’ и 67°35’ ю.ш. и 162°30’ и 165° и.д. Състоят се от три по-големи острова Янг (на север) 255,4 km², височина до 1340 m, Бакъл (в средата) 123,6 km², височина до 1238 m и Стердж (на юг) 437,4 km², връх Браун 1705 m и 8 малки островчета и скали. Обща площ 791,9 km². Покрити са с ледници и са необитаеми..
Островите са открити на 9 февруари 1839 г. от английския морски капитан Джон Балени и по-късно са наименувани в негова част.